# Ancara (noctuídeos)
Ancara é um gênero de traça pertencente à família Arctiidae.

## Espécies
- Ancara anaemica Hampson, 1908
- Ancara conformis Warren, 1911
- Ancara consimilis Warren, 1913
- Ancara griseola (Bethune-Baker, 1906)
- Ancara kebea (Bethune-Baker, 1906)
- Ancara obliterans Walker, 1858
- Ancara plaesiosema Turner, 1943
- Ancara replicans Walker, 1858
- Ancara rubriviridis Warren, 1911